# دار الأوبرا الملكية السويدية
الأوبرا الملكية السويدية (بالسويدية: Kungliga Operan)‏ هي دار أوبرا وباليه مقرها ستوكهولم، السويد. تقوم دار الأوبرا الملكّية بإنتاج ما يقارب العشرين عملا فنيا خلال السنة، وتقدم على خشبتها 220 عرضاً في الموسم الواحد.

## الموقع
يقع المبنى في وسط العاصمة السويدية ستوكهولم في حي نورمالم، على الجانب الآخر من وزارة الخارجية.

## التاريخ

### عهد جوستاف الثالث
تتمتع الأوبرا في السويد بخلفيتها التاريخية بشكل ملحوظ حيث حدث فيها إغتيال الملك غوساف الثالث خلال حفلة تنكرية في 16 مارس 1792 حيث أطلق عليه جاكوب يوهان أنكارستروم النار وتوفي بعد 7 أيام. بعد الاغتيال، تم إغلاق دار الأوبرا حتى 1 نوفمبر 1792، عندما تم فتحها مرة أخرى الأمر الذي اعتبره البعض أمرا صادمًا. لم يحب ابن غوستاف الثالث ملك السويد غوستاف الرابع أدولف الأوبرا ربما بسبب مقتل والده ولم يعجبه حقيقة أن مشهد مقتل والده كان يستخدم كمكان للترفيه والتسلية وعندما تم تقديم مسرحية تافهة لملكته فريدريكا من بادن عام 1806 قرر إغلاقها. ظلت مغلقة حتى عام 1809. وعندما أطيح بالملك استغرق الأمر حتى مايو 1812 قبل أن يتم إفتتاحها بالكامل مرة أخرى.

### أوبرا أوسكاريان
تم هدم الأوبرا القديمة في عام 1892 لإفساح المجال لبناء أوبرا جديدة رسمها أكسل يوهان أنديربيرغ والتي تم الانتهاء منها بعد سبع سنوات وافتتحها الملك أوسكار الثاني. المبني الجديد كان يحتوي على الحروف تعني «المسرح الملكي». يسمى المبنى الآن ببساطة Operan («الأوبرا»)، مكتوبًا بأحرف ذهبية فوق القوس الأوسط على الواجهة الأمامية. يعتبر المبنى كلاسيكي ذو بهو ذهبي رائع (Guldfoajén) ودرج كبير رخامي أنيق يؤدي إلى قاعة من ثلاث طبقات أصغر إلى حد ما من المسرح القديم. تتسع حاليًا لـ 1200 مقعد. تُغنى معظم الأعمال الفنية الآن باللغة الأصلية (مع ترجمة بالسويدية)، وقليل منها باللغة السويدية. تحتفظ العائلة الملكية السويدية للملك كارل السادس عشر غوستاف بالصندوق الملكي المحجوز الموجود في الطبقة الأولى في القاعة فوق حفرة الأوركسترا.

## خطط التجديد
تعتزم الحكومة تجديد دار الأوبرا الملكيّة وبناء منصّة عرض جديدة، لاستقبال المزيد من عروض الموسيقا، والغناء الأوبرالي والرقص البالية المخصصة للأطفال. الخطة مشتركة بين دار الأوبرا ومصلحة العقارات في ستوكهولم، لبناء خشبة مسرح إضافية في دار الأوبرا الملكيّة، حيث تعتزم الحكومة تجديدها، وإنشاء منصّة عرض إضافية، لاستقبال المزيد من الحفلات الموسيقية، وعروض أداء الأوبرا، الباليه والرقص الحديث، المخصصة بشكل أساسي للأطفال.